# شبح المغارة
شبح المغارة (بالإنجليزية: The Ghost of the Grotto)‏ عبارة عن قصة كرتونية من ديزني مكونة من 26 صفحة، كتبها، رسمها، وكتبها كارل باركس. تم نشره لأول مرة في Donald Duck Four Color # 159 (أغسطس 1947).

## قصة
استأجر دونالد داك وأبناء أخيه قاربًا لجمع الأعشاب البحرية في جزر الهند الغربية مقابل المال. عندما يعودون إلى الأرض من أجل انتظار المد المنخفض حتى يتمكنوا من جمع الأعشاب البحرية داخل المغارة، يسمع الأربعة أن «الليلة هي المنشودة». اتضح أن الليل هي الليلة المنشودة التي يخطف فيها شبح المغارة صبيًا صغيرًا. البط المحظوظ ديوي هو المختطف. الآن يواجه البط مهمة إنقاذ ديوي وليس فقط مواجهة الخاطف، ولكن الأخطبوط الذي يحرس سفينة عملاقة. تمكن البط من التخلص من الأخطبوط باستخدام طن من الفلفل وجمع طن من الأعشاب البحرية في هذه العملية. ثم يستخدم دونالد فأرة تسمى مونتمورنسي لنزع سلاح الخاطف. تم الكشف عن أنه أحدث حارس على كنز السير فرانسيس دريك بينما كان من المتوقع أن يخلفه ديوي. القصة تنتهي مع السماح للوصي بالاحتفاظ بالكنز وإنفاقه كما يراه مناسبًا، وهو بالنسبة له عبارة عن ملابس فاخرة وهامبرغر.

## تطوير
قال باركس في مقابلة عام 1974 مع مايكل بارير: «أتذكر أن الفكرة الأولى التي كانت لدي حول ذلك كانت فقط محاولة اكتشاف شيء يمكن أن يفعله دونالد. فكرت فيه في إبحار القوارب وخرجت بعشر صفحات محتملة لجمع الأعشاب البحرية وبيع هذا العشب، الأمر الذي سيعطيني الكثير من الكمامات بالقوارب. كما قلت لك من قبل، أفكر في مشهد، أعني لغة محلية، وأفكر،» حسنًا، أشعر أنني في مزاج لرسم القوارب، والمحيط، وما إلى ذلك«، وهذا سيجعلني أبدأ العمل على هذا النوع الخاص من القصة. بينما قمت بتطوير المزيد والمزيد من الأشياء مع القصة، أعتقد أنه من الممكن أن يتم جلب» شبح المغارة«كخطر. هناك الكثير في ذلك، لم أكن لأفكر في ذلك في مجموعة كاملة من الكتابة في وقت واحد. كان عليها أن تخرج شيئًا تلو الآخر».

## روابط خارجية
- شبح المغارة في دليل كارل باركس